# طیف فرکانسی

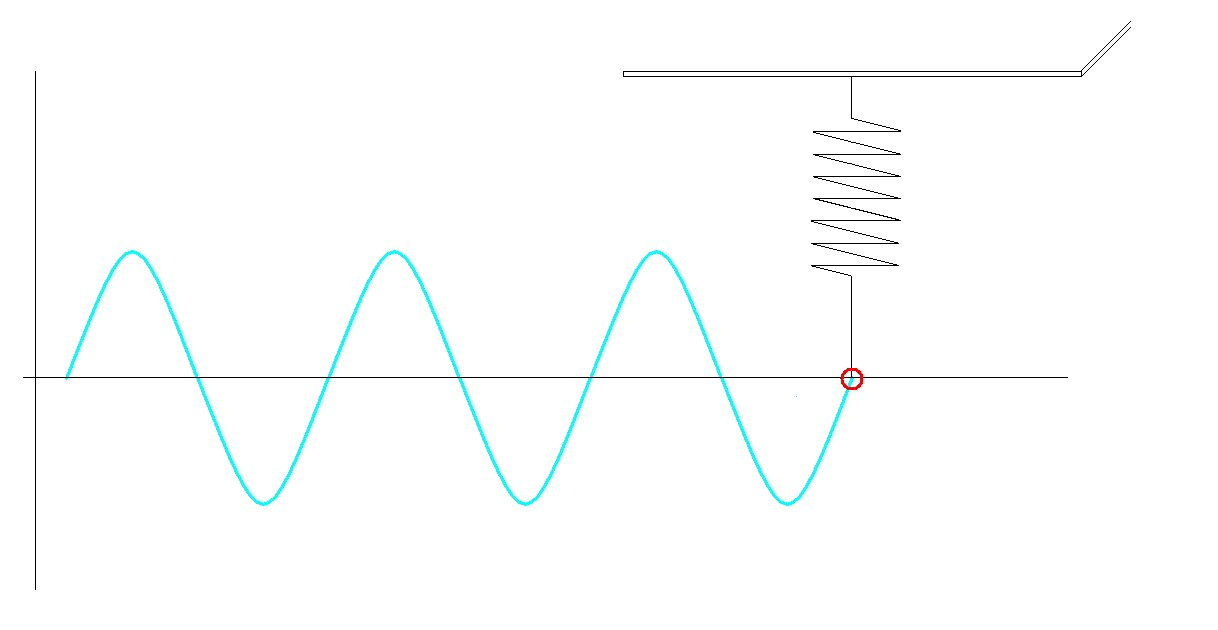
یک نمودار از حرکت هارمونیک ساده

طیف فرکانسیِ (به انگلیسی: Frequency spectrum) یک سیگنال، نمایشی از آن سیگنال در حوزهٔ فرکانس است. 
طیف فرکانسی یک سیگنال، از تبدیل فوریه آن به‌دست می‌آید؛ نتایج تبدیل معمولاً به صورت نمودار دامنه و فاز بر حسب فرکانس نمایش داده می‌شوند.
هر سیگنالی که بتوان آن را به صورت دامنه‌ای متغیر بر حسب زمان نشان‌داد، دارای یک طیف فرکانسی به‌خصوص است. این ویژگی شامل سیگنال‌هایی مانند نور مرئی (رنگ)، نُت‌های موسیقی، فرکانس رادیویی می‌گردد. هنگامی که این پدیده‌ها به صورت یک طیف فرکانسی نمایش داده می‌شوند، توصیف آن‌ها گاهی ساده‌تر می‌شود. گاهی یک طیف فرکانسی هم‌آهنگی‌هایی (Harmonic) را در سیگنال نشان می‌دهد که به ما کمک می‌کنند تا درک بهتری از سیگنال به‌دست آوریم.

## نور
نور منابع مختلف دارای رنگ‌های متفاوتی است، که هر کدام دارای درجه روشنایی و شدت منحصر به فرد است. یک رنگین‌کمان یا یک منشور این رنگ‌های تشکیل‌دهنده را به جهت‌های متفاوتی می‌فرستند که باعث می‌شود بتوان هر رنگ را به صورت جداگانه در زاویه‌ای خاص دید. نمودار شدت نور نسبت به فرکانس (که نشان‌دهنده روشنایی هر رنگ خواهد بود) طیف فرکانسی نور است. هنگامی که تمامی فرکانس‌های قابل دیدن با شدت (دامنه) برابر موجود باشند، رنگ نور، سفید و طیف فرکانسی، ثابت خواهد بود. از این رو طیف فرکانسی ثابت در تمامی پدیده‌ها از جمله نور، صدا و حتی لرزش معمولاً طیف فرکانسی سفید نامیده می‌شود.

## رادیو
در رادیو و مخابرات، طیف فرکانسی می‌تواند توسط فرستنده‌های مختلف به اشتراک گذاشته شود. هر ایستگاه رادیویی یا تلویزیونی سیگنالی را بر روی فرکانسی که به آن‌ها اختصاص داده شده‌است، ارسال می‌کنند که به این فرکانس، کانال گفته می‌شود. هنگامی که تعداد فرستنده‌ها در یک کانال افزایش می‌یابد، طیف فرکانسی رادیویی شامل مجموع تمام فرکانس‌های جزئی خواهد شد که هر کدام اطلاعات جداگانه‌ای را حمل می‌کنند. هر گیرندهٔ رادیویی یک سیگنال خاص را تشخیص می‌دهد. سپس هر گیرنده با استفاده از مدار تنظیم‌گر می‌تواند یک باند فرکانسی را انتخاب کرده و اطلاعات فرستنده را آشکار کند. نمودار قدرت هر کانال برحسب فرکانس تنظیم‌گر در واقع طیف فرکانسی سیگنال آنتن را مشخص می‌کند.